# 144° westerlengte
144° westerlengte is een lengtegraad, onderdeel van geografische positieaanduiding in bolcoördinaten. De lijn loopt vanaf de Noordpool naar de Noordelijke IJszee, Noord-Amerika, de Grote Oceaan, de Zuidelijke Oceaan en Antarctica naar de Zuidpool.
De meridiaan 144° westerlengte vormt een grootcirkel met de meridiaan 36° oosterlengte. De meridiaanlijn begint bij de Noordpool en eindigt bij de Zuidpool. De meridiaan 144° westerlengte gaat door de volgende landen, gebieden of zeeën. 
| Land, gebied of zee | Nauwkeurigere gegevens                |
| ------------------- | ------------------------------------- |
| Noordelijke IJszee  |                                       |
| Beaufortzee         |                                       |
| Verenigde Staten    | Alaska - Arey Island en het vasteland |
| Grote Oceaan        |                                       |
| Zuidelijke Oceaan   |                                       |
| Antarctica          | Niet-toegeëigend gebied in Antarctica |